# Emenica
Emenica is een kevergeslacht uit de familie van de boktorren (Cerambycidae). De wetenschappelijke naam van het geslacht werd voor het eerst geldig gepubliceerd in 1875 door Pascoe.

## Soorten
Emenica omvat de volgende soorten:
- Emenica fulva McKeown, 1948
- Emenica nigripennis Pascoe, 1875